# جون غوير
جون غوير (بالإنجليزية: John Gower)‏ هو شاعر إنجليزي من العصور الوسطى ولد في سنة 1330 وكتب أشعار بعدة لغات من الإنجليزية و اللاتينية و الفرنسية و النورمندية وعاصر عدة شعراء مثل ويليام لانغلاند و جيفري تشوسر، أهم أعماله المتبقية هي ميرور ديل أوم و فوكس كلامانتيس و كونفيسيو أمانتيس، توفي في أكتوبر 1480.

## روابط خارجية
- جون غوير على موقع الموسوعة البريطانية (الإنجليزية)
- جون غوير على موقع ميوزك برينز (الإنجليزية)
- جون غوير على موقع إن إن دي بي (الإنجليزية)